# Vilasina vernicosa
Vilasina vernicosa is een tweekleppigensoort uit de familie van de Mytilidae. De wetenschappelijke naam van de soort is voor het eerst geldig gepubliceerd in 1849 door Middendorff.